# Jasło
Jasło là một thị trấn thuộc huyện Jasielski, tỉnh Podkarpackie ở đông-nam Ba Lan. Thị trấn có diện tích 37 km². Đến ngày 1 tháng 1 năm 2011, dân số của thị trấn là 36932 người và mật độ 1011 người/km².